# رالوکا هایدو
رالوکا هایدو (به انگلیسی: Raluca Haidu) ژیمناست زادهٔ ۲۰ نوامبر ۱۹۹۴ میلادی اهل کشور رومانی است.